# Талью (футбольний клуб)
Футебул Клубе ді Талью або просто Талью (порт. Futebol Clube Talho) — аматорський кабо-вердський футбольний клуб з поселення Талью, на острові Сан-Ніколау.

## Історія клубу
Команда базується в поселенні Талью на острові Сан-Ніколау. Зараз клуб виступає у Чемпіонаті острова Сан-Ніколау. За свою історію клуб не здобув жодного трофею.

## Історія виступів у чемпіонатах та кубках
| Сезон   | Див. | Міс. | Іг. | В | Н | П  | ЗМ | ПМ | РМ  | О | Кубок | Суперкубок | Примітки |
| ------- | ---- | ---- | --- | - | - | -- | -- | -- | --- | - | ----- | ---------- | -------- |
| 2013-14 | 2    | 8    | 14  | 0 | 3 | 11 | 4  | 40 | -36 | 8 |       |            |          |
| 2014-15 | 2    | 8    | 13  | 0 | 2 | 11 | 6  | 47 | -21 | 2 |       |            |          |